# Catapodium
Genre
Catapodium est un genre végétal de la famille des Poaceae.

## Liste d'espèces
Selon World Checklist of Selected Plant Families (WCSP) (16 avr. 2012) et Catalogue of Life (16 avr. 2012) :
- Catapodium demnatense (Murb.) Maire & Weiller (1942)
- Catapodium mamoraeum (Maire) Maire & Weiller (1942)
- Catapodium marinum (L.) C.E.Hubb. (1954)
- Catapodium rigidum (L.) C.E.Hubb. (1953)